# Viol de la Belgique

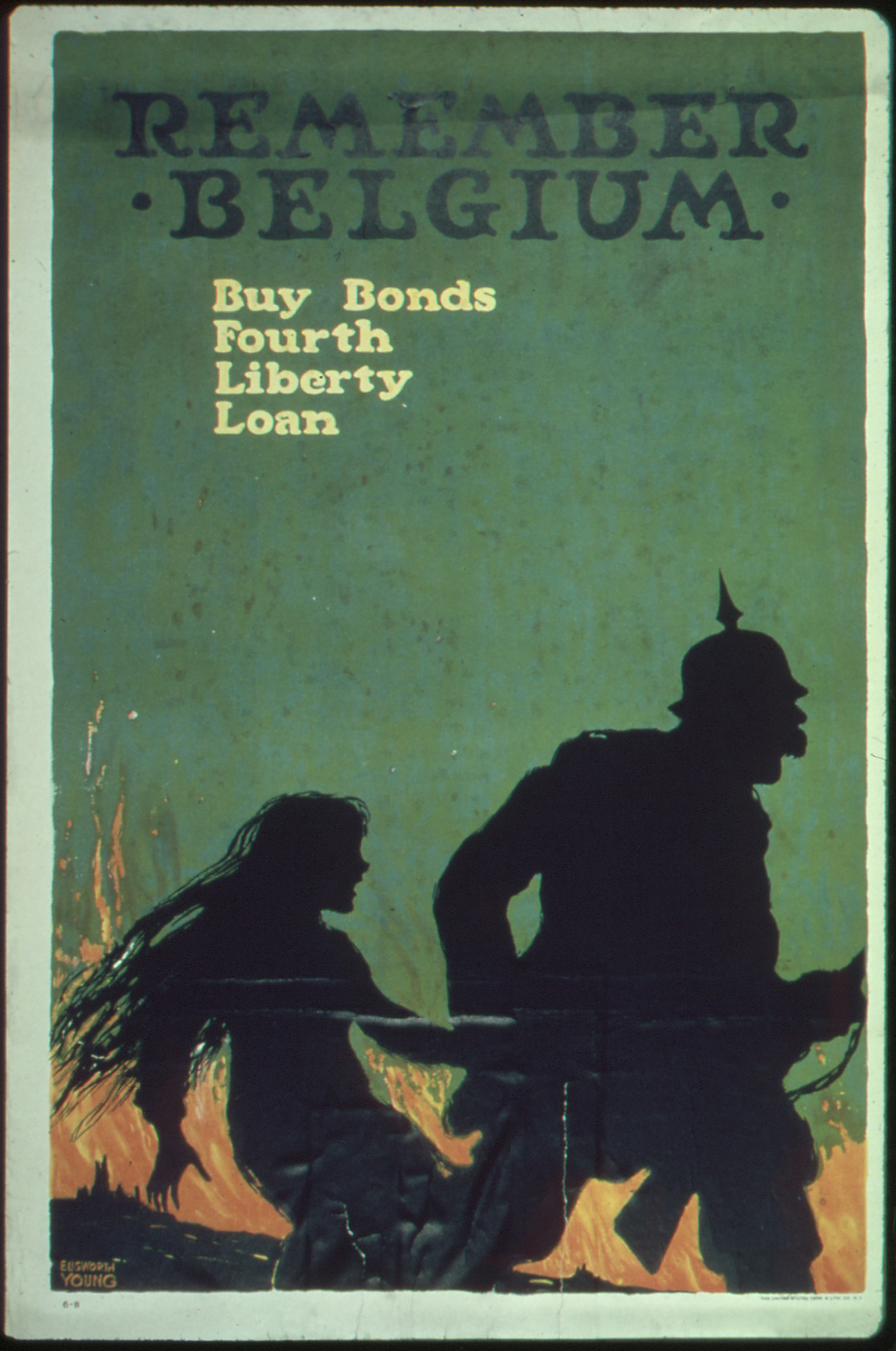
Affiche sollicitant le soutien des populations pendant la Première Guerre mondiale (« Souvenez-vous de la Belgique - Achetez des obligations - Quatrième emprunt pour la Liberté »).

« Viol de la Belgique » est le terme utilisé pour décrire le traitement des civils belges durant l’invasion et l’occupation allemande de la Belgique durant la Première Guerre mondiale. Tout d’abord utilisé dans un but de propagande, ce terme a pu correspondre à une réalité confirmée par l’historiographie. L'historien Larry Zuckerman l’utilise plus étroitement pour décrire la série de crimes de guerre allemands dans les premiers mois de la guerre allant du 4 août à septembre 1914.
La neutralité du royaume belge avait été garantie par le traité de Londres signé en 1839 par la Prusse, mais la mise en œuvre du plan Schlieffen (plan d'invasion de la France) nécessitait que les forces armées allemandes traversassent la Belgique. Les Allemands avaient donc intégré à leur stratégie le viol de la neutralité de la Belgique et le chancelier allemand Theobald von Bethmann Hollweg avait même témoigné de son dédain à l'égard du traité de Londres en le qualifiant, devant l’ambassadeur britannique Edward Goschen, de « chiffon de papier ». Tout au long du début de la guerre, l’armée allemande a commis de nombreuses atrocités contre la population civile de la Belgique et détruit des biens civils : six-mille Belges ont été tués directement, dix-sept-mille-sept-cents sont morts expulsés, déportés, emprisonnés ou condamnés à mort par un tribunal. Vingt-cinq-mille maisons et autres bâtiments ont été détruits dans huit-cent-trente-sept communautés rien qu’en 1914, un million et demi de Belges (20 % de la population totale) a dû fuir devant l’invasion allemande:13.

## Les crimes de guerre

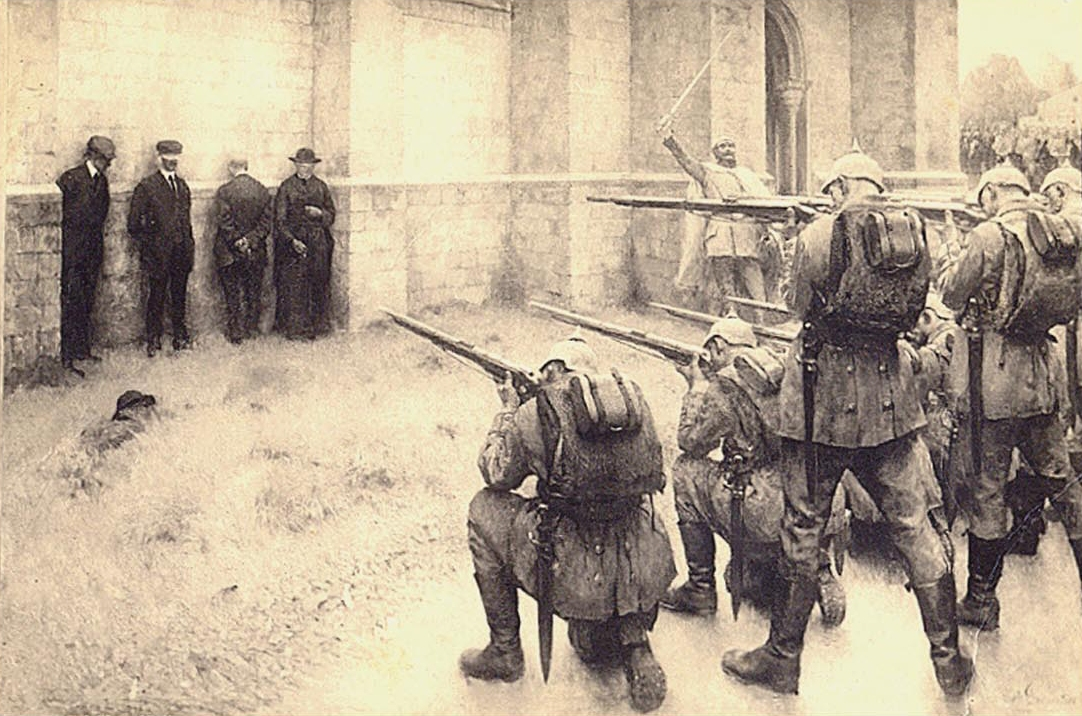
Représentation de l’exécution de civils à Blégny par Évariste Carpentier.

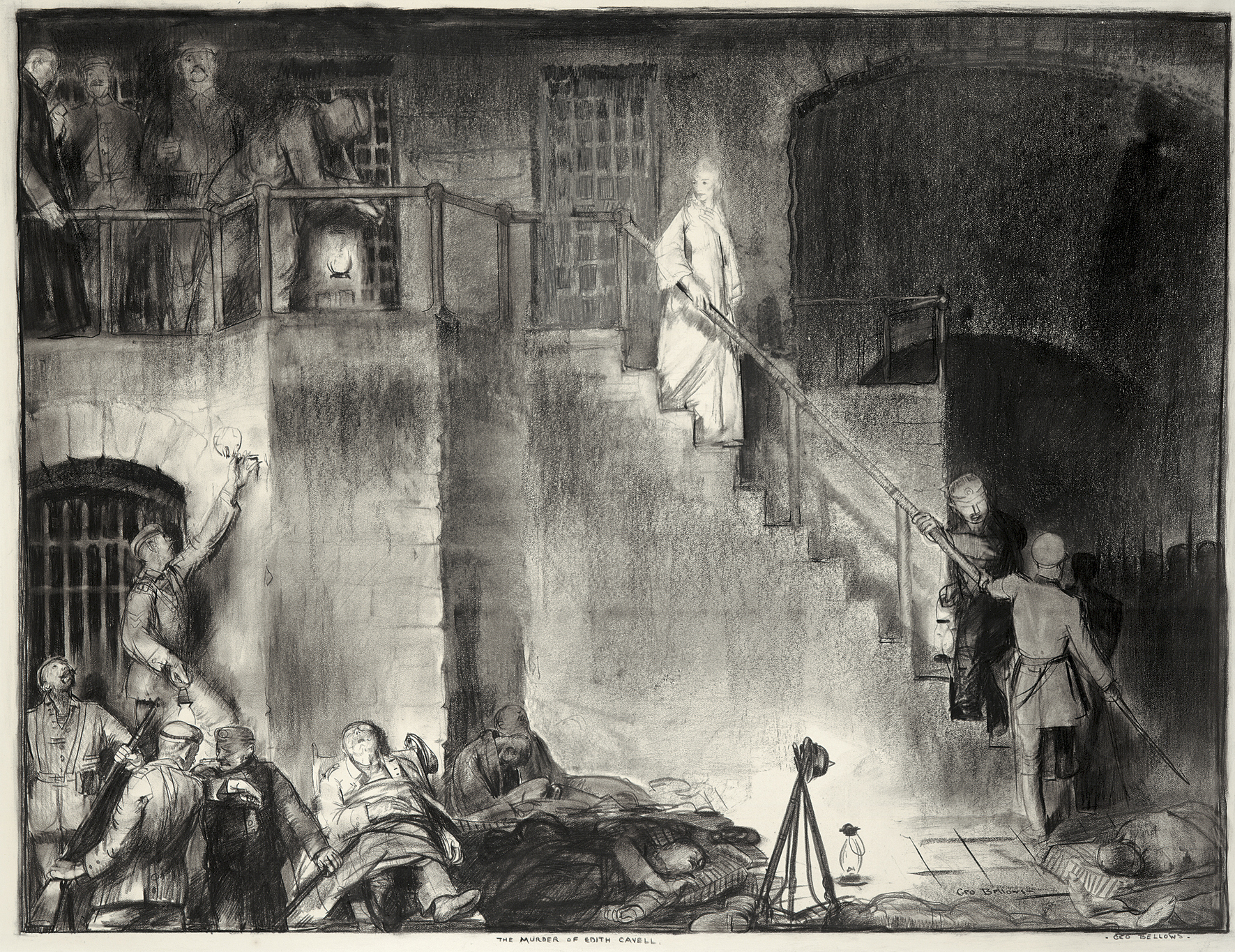
Le Meurtre d’Edith Cavell par George Wesley Bellows (1918).

Les Allemands arrivent par Georg Wesley Bellows.

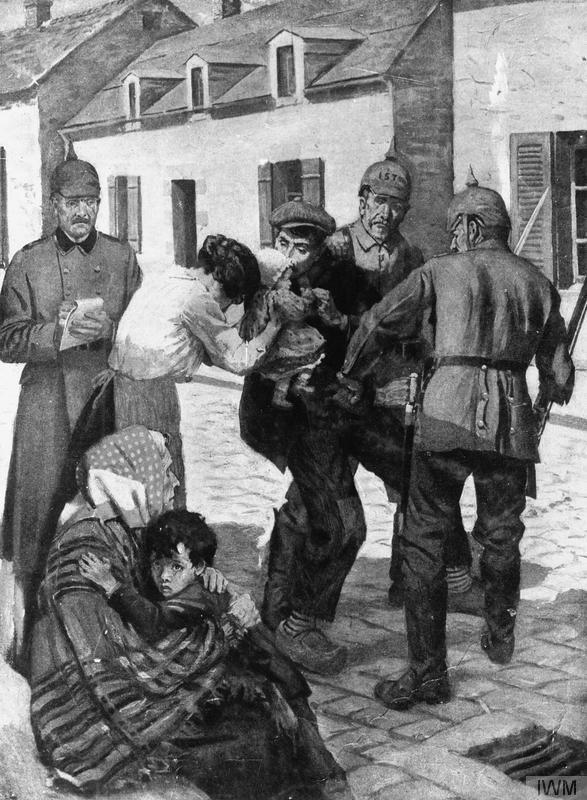
Le Dernier Crime de l’Allemagne : l’asservissement de la Belgique (Image du Ministère de l’Information britannique).

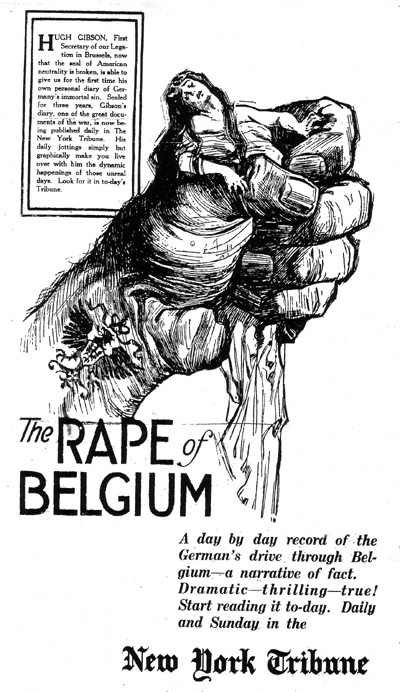
Illustration du viol de la Belgique par le New York Tribune.

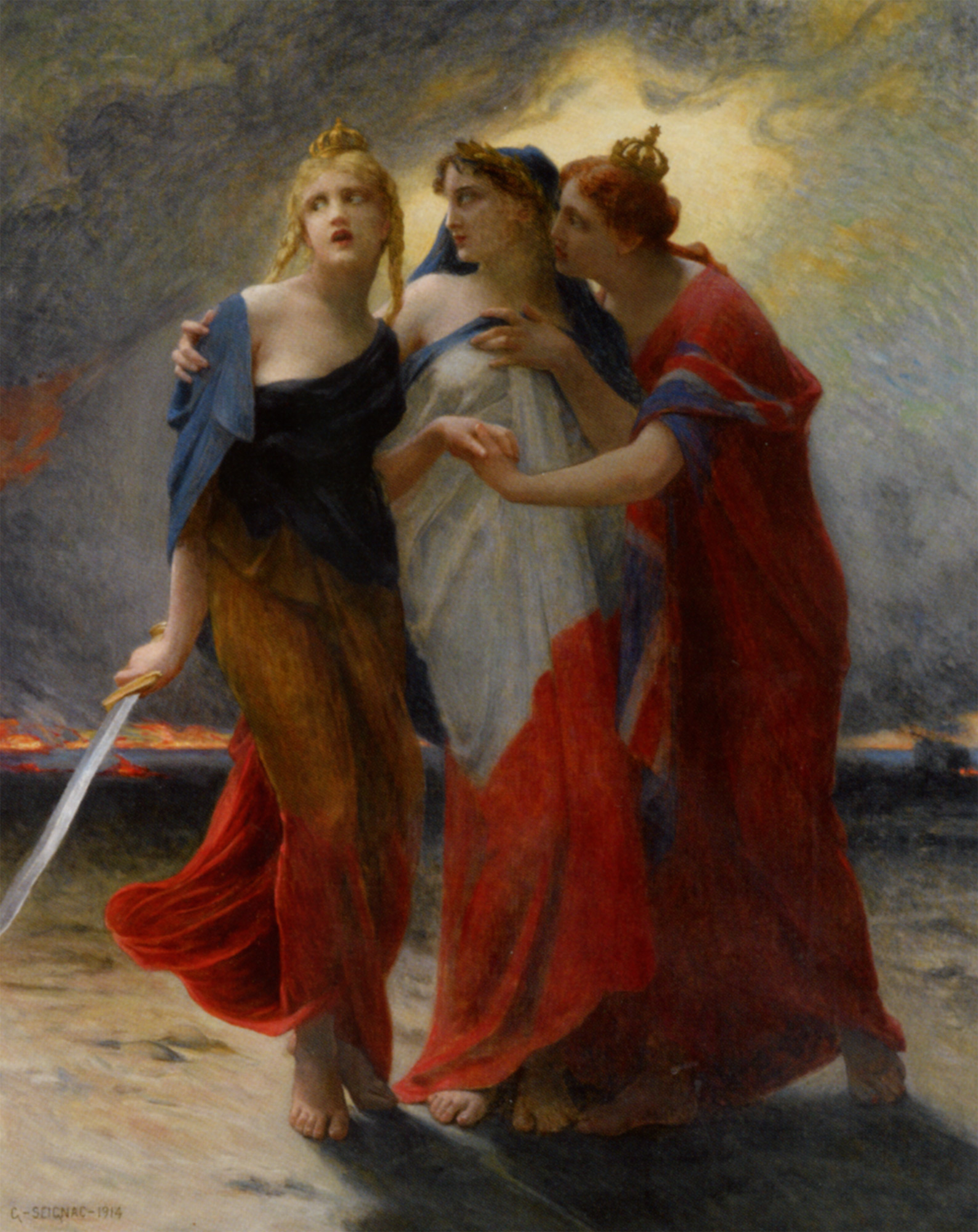
La Belgique, la France et l’Angleterre devant l’invasion allemande par Guillaume Seignac (1914).

Il existe, dans certains endroits, à Dinant pour la mise à sac de la ville, mais également à Liège, Andenne et Louvain, des preuves de violence préméditée contre les civils:573-4, où l’armée allemande croyait les habitants aussi dangereux que les soldats français eux-mêmes,. Par peur des francs-tireurs belges, les troupes allemandes ont incendié des maisons et exécuté des civils dans tout l’est et le centre de la Belgique, y compris à Aarschot (cent-cinquante-six morts), Andenne (deux-cent-onze morts), Seilles (trois-cent-huitante-trois morts) et Dinant (six-cent-septante-quatre morts). Des femmes et des enfants parfois très jeunes figuraient au nombre des victimes.
Les 21, 22 et 23 août 1914, lors du massacre de Tamines, l’armée allemande assassine, à coups de baïonnette, de gourdin et de hache, six-cent-treize habitants}, avant de se livrer au pillage systématique de la ville. Le 25 août 1914, l’armée allemande ravage la ville de Louvain et met le feu à sa bibliothèque universitaire riche de 230 000 livres, 800 incunables et 950 manuscrits. Deux-cent-quarante-huit habitants sont tués et la totalité de sa population de dix-mille habitants expulsée. Les maisons civiles sont incendiées et les victimes souvent abattues sur place. Plus de deux-mille bâtiments sont détruits et, durant la seule année de 1914, de grandes quantités de matériaux stratégiques, des denrées alimentaires et d’équipement industriel moderne sont pillés et transférés en Allemagne. Il y a même également plusieurs incidents de tirs entre groupes de soldats allemands pendant la confusion. Ces actions sont condamnées dans le monde entier. Dans l’ensemble, les Allemands sont responsables de la mort de vingt-trois-mille-sept-cents civils belges : six-mille tués sur place, dix-sept-mille-sept-cents au cours de l’expulsion, expulsés, détenus ou condamnés à mort par la justice ; dix-mille personnes se retrouvent en situation d'invalidité permanents et vingt-deux-mille-sept-cents en invalidités temporaire. Les exactions allemandes font de dix-huit-mille-deux-cent-nonante-six enfants des orphelins de guerre. Les pertes militaires belges sont de vingt-six-mille-trois-cent-trente-huit tués, morts de blessures ou d’accidents et quatorze-mille-vingt-neuf morts de maladie ou disparus.
Dans le Brabant, des religieuses sont contraintes par les Allemands de se déshabiller au prétexte qu’elles seraient des espions ou des hommes déguisés. Dans et autour de Aarschot, entre le 19 août et la reconquête de la ville le 9 septembre, les femmes sont leurs victimes à maintes reprises. Même s’il est moins visible, le viol est presque aussi répandu que l’assassinat, l’incendie et le pillage:164-5.

## La propagande de guerre

Mae Marsh en jeune Belge et A. C. Gibbons en soldat allemand dans Stake Uncle Sam to play your hand (1918).

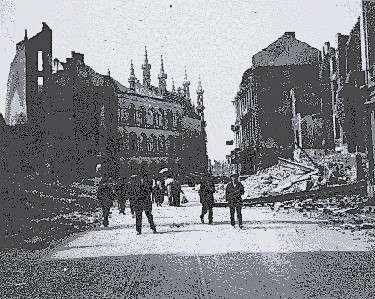
La ville de Louvain détruite en 1915.

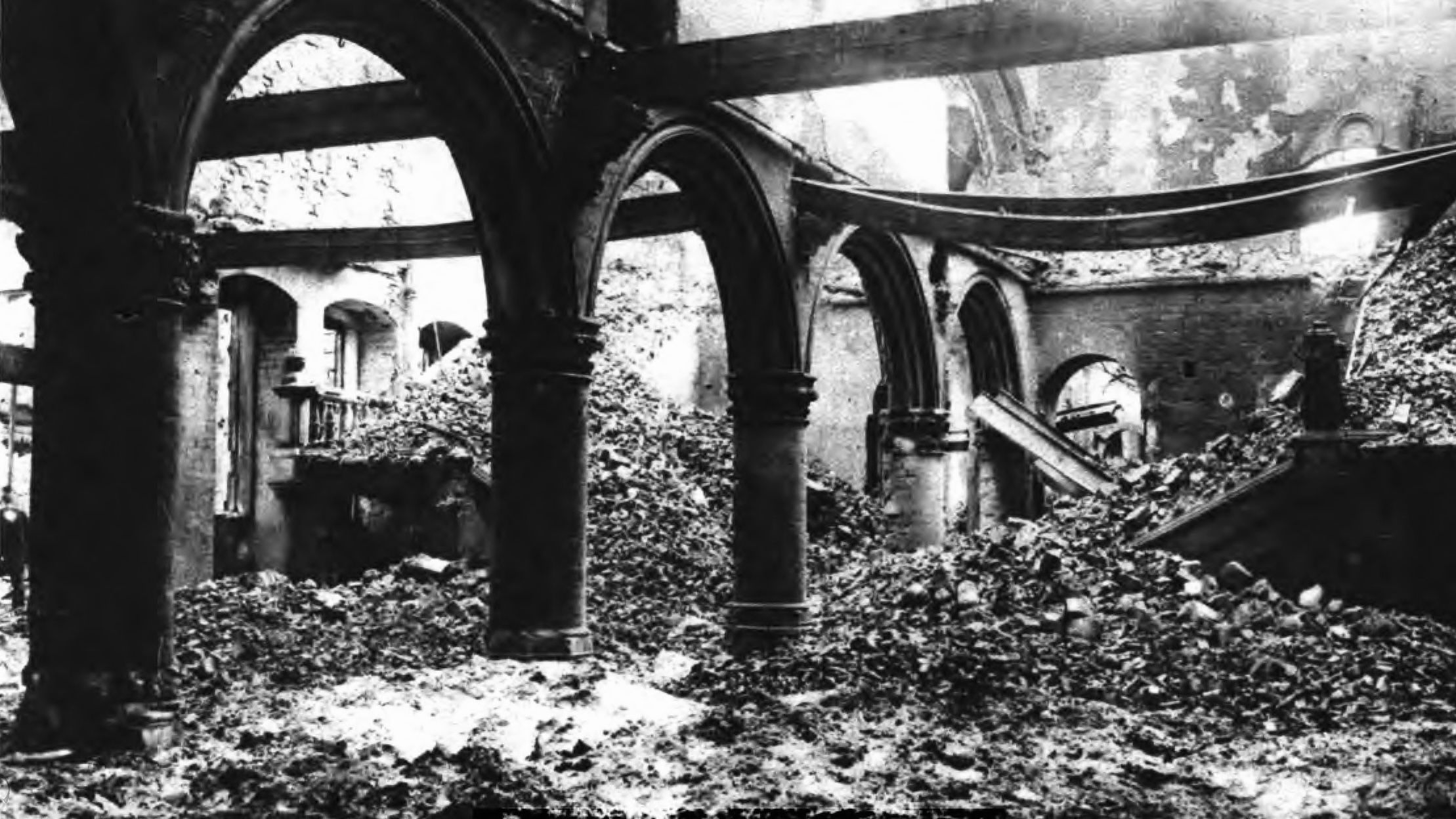
Les ruines de la bibliothèque universitaire de Louvain incendiée par les troupes allemandes en 1914.

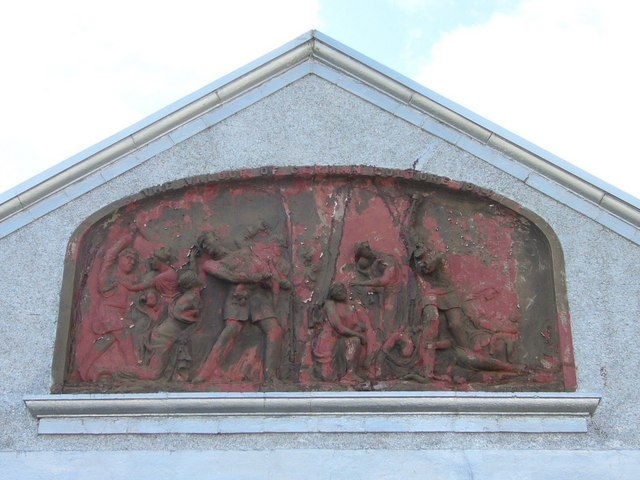
Relique de la guerre à Bonnington (Édinbourg) dépeignant des soldats violant des femmes.

L’historienne Nicoletta Gullace écrit, en accord avec l’analyse de l’historienne Susan Kingsley Kent, que « l’invasion de la Belgique, avec sa très réelle souffrance, a néanmoins été représentée d’une manière très stylisée qui a insisté sur les actes sexuels pervers, les mutilations sinistres, et les récits atroces de sévices commis sur des enfants d’une véracité souvent douteuse:19. » De nombreuses publicités patriotiques ont propagé ces histoires en Grande-Bretagne. Par exemple, l’écrivain populaire William Le Queux a décrit l’armée allemande comme « un vaste gang de Jack l'Éventreur », et décrit en détail des évènements affreux comme une gouvernante pendue nue et mutilée, un bébé passé à la baïonnette, ou les « cris des femmes mourantes », violées et « horriblement mutilées » par des soldats allemands accusés de couper les mains, les pieds ou les seins de leurs victimes:18-19.
Gullace fait valoir que « les propagandistes britanniques désiraient passer aussi rapidement que possible d’une explication de la guerre par l’assassinat d’un archiduc autrichien et de sa femme par un nationaliste serbe à la question morale sans ambiguïté de l’invasion de la Belgique neutre ». À l’appui de sa thèse, elle cite deux lettres de Lord Bryce. Dans la première lettre, ce dernier écrit : « Il faut qu’il y ait quelque chose de fatalement mauvais dans notre soi-disant civilisation pour qu’une calamité si affreuse soit tombée sur toute l’Europe pour cette cause serbe ». Dans une autre lettre, il poursuit : « La seule chose qui puisse nous réconforter dans cette guerre est que nous sommes tous absolument convaincus, une fois Belgique envahie, de la justesse de la cause et de notre devoir de prendre les armes:20 ».
Bien que la tristement célèbre expression allemande de « chiffon de papier » ait galvanisé une grande partie des intellectuels britanniques en faveur de la guerre:21-22, cette imagerie eut moins d’impact dans les milieux plus populaires. Les recruteurs de l’armée britannique ont signalé des problèmes pour expliquer les origines de la guerre en termes légalistes:23. Par exemple, après avoir pris connaissance de ces faits, le politicien travailliste Ramsay MacDonald a déclaré que « Nous n’avons jamais armé notre peuple et demandé de donner sa vie pour une cause moins bonne que celle-là ».
Au fur et à mesure de l’avance allemande en Belgique, les journaux britanniques ont commencé à publier des histoires sur les atrocités allemandes. La presse britannique, « de qualité » et même les tabloïds, ont ignoré l’« inventaire sans fin des biens volés et des marchandises réquisitionnées » qui constituait l’essentiel des rapports officiels belges au profit des récits de viols et de mutilations scabreuses qui ont submergé ses pages. Le discours intellectuel sur le « chiffon de papier » a ensuite été associé à une représentation plus scabreuse représentant la Belgique comme une femme brutalisée, illustrée par les dessins animés de Louis Raemaekers:24, dont les œuvres ont été largement reproduites et distribuées aux États-Unis.
Une partie de la presse, comme l’éditeur de The Times et Edward Tyas Cook, inquiets de voir des histoires improbables affaiblir une puissante représentation, réclamèrent que la relation d’histoires dont certaines s’étaient avérées être de pures affabulations, soit plus structurée. La véracité de nombreuses histoires ayant été remise en question par les presses allemande et américaine, le fait que le British Press Bureau n’ait pas censuré les histoires a mis le gouvernement britannique dans une position délicate. En décembre 1914, James Bryce, connu pour son attitude pro-allemande avant-guerre, fut mis à la tête d’un comité pour enquêter sur la véracité de ces faits:26-28. Le choix de ce dernier fut considéré comme judicieux en raison de ses compétences juridiques ainsi que de la bonne réputation dont il jouissait aux États-Unis où il avait été ambassadeur de Grande-Bretagne.:30.
Les efforts de la commission d’enquête, dont le rapport parut en en mai 1915, se limitèrent toutefois aux témoignages précédemment recueillis. Gullace fait valoir que « la commission fut en substance appelée à mener un simulacre d’enquête destiné à remplacer le nom manquant des milliers de victimes anonymes, dont l’histoire figurait dans les pages du rapport par le renom de Lord Bryce ». Charles Masterman, directeur du War Propaganda Bureau (en), écrivit à Bryce : « L’Amérique a « craqué » pour votre rapport. Comme vous le savez sans doute, même les plus sceptiques se déclarent convertis, juste parce qu’il porte votre signature:30 ! » Traduit en dix langues dès le mois de juin, ce rapport a servi de base à une grande propagande de guerre ultérieure et utilisé comme document de référence par de nombreuses autres publications, en veillant à ce que les atrocités deviennent un leitmotiv de la propagande de guerre jusqu’à la campagne finale du « Pendez le Kaiser »:31-23.
En 1917, Arnold J. Toynbee a publié The German Terror in Belgium qui insistait sur les récits les plus atroces de dépravations sexuelles allemandes « authentiques », telles que : « Sur la place du marché de Gembloux une estafette belge a vu le corps d'une femme nue aux seins coupés clouée à la porte d’une maison par une épée à travers la poitrine:65. »
En temps de guerre, une grande partie de l’édition britannique a été destinée à acquérir le soutien des Américains:64. En 1929, un article dans The Nation affirmait : « En 1916, les Alliés mettaient en avant chaque histoire d’atrocité possible pour s’attirer la sympathie neutre et le soutien américain. On nous alimentait tous les jours […] avec des histoires d’enfants belges aux mains coupées, de soldat canadien crucifié sur une porte de la grange, d’infirmières aux seins coupés, d’habitude allemande de distiller la glycérine et la graisse de ses morts pour obtenir des lubrifiants, et tout le reste:64. »
L’historien Kimberly Jensen interprète l’imagerie de la quatrième obligation de guerre de 1918, qui employait une affiche intitulée « Rappelez-vous la Belgique » représentant la silhouette d’une jeune Belge trainée par un soldat allemand sur fond de village incendié, comme : « Ils sont seuls dans la nuit, et le viol semble imminent. Cette affiche montre que les dirigeants ont puisé dans la connaissance et les préconceptions de l’opinion publique américaine sur l’usage du viol par les Allemands pendant l’invasion de la Belgique ».
Dans son ouvrage Roosevelt and Hitler, Robert E. Herzstein déclare que « Les Allemands ne semblent pas avoir réussi à trouver le moyen de contrer la puissante propagande britannique sur le « viol de la Belgique » et autres atrocités ». À propos des conséquences de la propagande, Gullace a commenté : « l’une des tragédies de l’effort britannique d’invention de la vérité est la façon dont les faux témoignages ont porté la suspicion sur les réelles souffrances:32 ».

## Répercussions

### Études récentes
Dans les années 1920, les crimes de guerre d’août 1914 ont souvent été considérés comme de la propagande britannique. Or, ces dernières années[Quand ?], les chercheurs qui ont examiné les documents originaux ont constaté que des atrocités à grande échelle avaient bien été commises et que les affabulations étaient secondaires face à la vérité:162. Il y a un débat entre ceux qui croient que le comportement de l’armée allemande est dû principalement à la paranoïa et ceux (dont Lipkes) qui mettent en avant des causes supplémentaires. Pour l'historien Larry Zuckerman, l’occupation allemande a outrepassé de loin les pouvoirs permis par le droit international aux autorités d’occupation. L’administration militaire allemande a eu la main très lourde dans la façon dont elle a réglementé tous les détails de la vie quotidienne, à la fois sur le plan personnel avec des restrictions sur le voyage et les punitions collectives et sur le plan économique en faisant profiter l’Allemagne de l’industrie belge et en imposant des indemnités massives et à répétition aux provinces belges. Les Allemands ont si bien détruit l’économie belge, en démantelant ses industries pour transporter son matériel et ses machines en Allemagne, que la Belgique, qui était, avant guerre, la sixième plus grande économie au monde, n’a jamais retrouvé son niveau d’avant-guerre. Plus de cent-mille travailleurs belges ont été déportés de force pour participer à l’économie de guerre en Allemagne et construire des routes et d’autres installations militaires de l’armée allemande dans le Nord de la France.

## Études historiques
Les études historiques approfondies sur ce sujet comprennent :
- (en) Larry Zuckerman, The Rape of Belgium : The Untold Story of World War I, New York, New York University Press, 2004, 339 p. (ISBN 978-0-8147-9704-4, lire en ligne).
- (en) J. Lipkes, Rehearsals : The German Army in Belgium, August 1914, Louvain, Leuven University Press, 2007, 815 p. (ISBN 978-90-5867-596-5, lire en ligne).
- (en) John N. Horne et Alan Kramer, German Atrocities, 1914 : A History of Denial, vol. Appendix I, German Atrocities in 1914 (from 5 August to 21 October and from Berneau (Province of Liège) to Esen (Province of West Flanders), New Haven, Yale University Press, 2001, 608 p. (ISBN 978-0-300-08975-2, lire en ligne).

Horne et Kramer avancent de nombreuses explications : d’abord, mais pas uniquement, la peur collective de la guerre populaire : 

« La source du fantasme collectif de la Guerre populaire et des représailles brutales auxquelles l’armée allemande, jusqu’à son plus haut échelon, a répondu se retrouvent dans la mémoire de la guerre franco-allemande de 1870, lorsque les soldats allemands rencontraient des francs-tireurs, et dans la manière dont le spectre d’une participation des civils à la guerre soulevait les pires craintes de désordre démocratique et révolutionnaire dans un corps d’officiers conservateurs. »

« Le manque de discipline dû à l’inexpérience des soldats allemands, l’alcoolisme, les incidents de tirs amis dus à la panique, la confusion due aux fréquents accrochages avec des arrière-gardes belges et français, la fureur engendrée par la résistance acharnée et, au début, réussie, des Belges lors de la bataille de Liège qui a fait échouer la tentative d’invasion de l’Allemagne, la fureur engendrée par la résistance tout court des Belges, considérés par les Allemands comme un peuple n’ayant pas le droit de se défendre puisque neutres, la haine du clergé catholique belge et français, des règlements de services allemands ambigus ou inadéquats sur les civils, le pillage incontrôlé conséquents à l’échec de la logistique allemande, etc. »

## Devoir de mémoire
C'est seulement le 6 mai 2001 que lors d’une cérémonie à Dinant, la ville la plus touchée par les exactions, le gouvernement allemand représenté par Walter Kolbow, secrétaire d'État de la Défense de la République fédérale d’Allemagne, présente 87 ans après les faits ses excuses officielles pour les atrocités commises, dépose une couronne et se prosterne devant le monument aux victimes. Ce monument portet l’inscription suivante : 
« Aux 674 martyrs dinantais victimes innocentes de la barbarie allemande »,.
Walter Kolbow déclara dans son discours :

« [...] J'aimerais à tous vous demander de pardonner les injustices que des Allemands ont commises autrefois dans ce pays. Je vous le demande parce que je considère qu'une telle demande s'impose plus que jamais, à l'heure précisément où le processus d'unification de l'Europe s'intensifie, une Europe au sein de laquelle nos deux pays pratiquent en commun une politique qui vise à empêcher le retour de tels crimes et de telles souffrances. »

... ce à quoi les autorités communales répondirent qu'il ne leur appartenait pas d'accorder le pardon au nom des morts mais qu'elles saluaient ce rapprochement : 

« [...]Il fallait le faire pour la jeunesse et pour l'avenir. »

Un groupe de jeunes Belges et Allemands ont ensuite hissé le drapeau allemand sur le pont de Dinant ; il était jusqu'à cette date le seul drapeau européen manquant alors que tous les autres pavoisaient le pont.

## Ouvrages cités
- (en) John Horne, A Companion to World War I, Chichester/Malden (Ma.), John Wiley and Sons, 2010, 696 p. (ISBN 978-1-4051-2386-0, lire en ligne), p. 265.
- (en) Susan R. Grayzel, Women and the First World War, Longman, 2002, 193 p. (ISBN 978-0-582-41876-9, lire en ligne), p. 16.
- (en) Nicoletta Gullace, The blood of our sons : men, women, and the renegotiation of British citizenship during the Great War, Palgrave Macmillan, 2002, 304 p. (ISBN 978-0-312-29446-5, lire en ligne), p. 24.
- (en) Kimberly Jensen, Mobilizing Minerva : American women in the First World War, University of Illinois Press, 2008, 244 p. (ISBN 978-0-252-07496-7, lire en ligne), p. 30.
- (en) Thomas F. Schneider, "Huns" vs. "Corned beef" : representations of the other in American and German literature and film on World War I, Göttingen/Osnabrück, V&R unipress GmbH, 2007, 224 p. (ISBN 978-3-89971-385-5, lire en ligne), p. 32.
- (en) Annette F. Timm et Joshua A. Sanborn, Gender, sex and the shaping of modern Europe : a history from the French Revolution to the present day, Berg, 2007, 288 p. (ISBN 978-1-84520-357-3, lire en ligne), p. 138.
- (en) Joseph R. Conlin, The American Past, Cengage Learning, 2008, 576 p. (ISBN 978-0-495-56622-9, lire en ligne), p. 251.
- (en) Larry Zuckerman, The Rape of Belgium : The Untold Story of World War I, New York, New York University Press, 2004, 339 p. (ISBN 978-0-8147-9704-4, lire en ligne).
- (de) Theobald von Bethmann Hollweg, Betrachtungen zum Weltkriege, t. 1 : Vor dem Kriege, Berlin, Hodding, 1919[source insuffisante]

### Ouvrages
- (en) Luigi Albertini (trad. Isabella M. Massey, préf. Samuel R. Williamson), The origins of the War of 1914 [« Origini della guerra del 1914 »], New York, Enigma Books, 2005 (1re éd. 1957), 3 vol. (ISBN 978-1-929-63126-1, 978-1-929-63131-5 et 978-1-929-63132-2).
- (en) Ian F.W. Beckett, The Roots of Counter-Insurgency : armies and guerrilla warfare, 1900-1945, Londres, Blandford Press, 1988, 160 p. (ISBN 978-0-7137-1922-2).
- (en) J. B. Bryce, Report of the Committee on Alleged German Outrages appointed by His Britannic Majesty's Government and Presided over by the Right Hon. Viscount Bryce, Londres, Office of Public Sector Information, 1915 (OCLC 810710978, lire en ligne).
- (en) Fritz Fischer, The War Aims of Germany in the First World War, New York, 1967, p. 67, 103, 170, 192-5, 215-224, 283.
- (en) John Horne et Alan Kramer, German Atrocities, 1914 : a history of denial, New Haven, Yale University Press, 2001, 608 p. (ISBN 978-0-300-08975-2, OCLC 186413299, lire en ligne).
- (en) Isabel V. Hull, A scrap of paper : breaking and making international law during the Great War, Ithaca, Cornell University Press, 2014, 368 p. (ISBN 978-0-8014-5273-4, OCLC 922558456).
- (en) Jeff Lipkes, Rehearsals : The German Army in Belgium, August 1914, Leuven University Press, 2007 (ISBN 978-0-9890993-6-3).
- (en) Sibylle Scheipers, Unlawful Combatants : a genealogy of the irregular fighter, New York, Oxford University Press, 2015, xiii, 269 (ISBN 978-0-19-964611-1, lire en ligne).
- (en) Barbara Tuchman, The Guns of August : the outbreak of World War I, New York, Random House Trade Paperbacks, 2014 (1re éd. 1962), xxviii, 566 (ISBN 978-0-345-38623-6, lire en ligne), p. 340-356.
- (en) Larry Zuckerman, The Rape of Belgium : The Untold Story of World War I, New York, New York University Press, 2004, 339 p. (ISBN 978-0-8147-9704-4, lire en ligne).

### Périodiques
- Clara Folie, « Poor Little Belgium : la Belgique neutre au cœur de la bataille des frontières d’août 1914 », dans La Revue d’Histoire Militaire, Les Lilas, La Revue d’Histoire Militaire, 2021 (dernière consultation le 25/04/2023)
- (en) Leanne Green, « Advertising war : Picturing Belgium in First World War publicity », Media, War & Conflict, vol. 7, no 3,‎ 2014, p. 309-325.
- (en) J. Horne et A. Kramer, « German 'Atrocities' and Franco-German Opinion, 1914 : the evidence of German soldiers' diaries », Journal of Modern History, vol. 66, no 1,‎ 1994, p. 1-33 (ISSN 0022-2801, lire en ligne).
- (en) Heather Jones, « The Great War: How 1914-18 Changed the Relationship between War and Civilians », The RUSI Journal, vol. 159, no 4,‎ 2014, p. 84-91.
- (en) Robert L. Nelson, « Ordinary Men in the First World War? German Soldiers as Victims and Participants », Journal of Contemporary History, vol. 39, no 3,‎ 2004, p. 425-435 (ISSN 0022-0094, lire en ligne).
- (en) Trevor Wilson, « Lord Bryce's Investigation into Alleged German Atrocities in Belgium, 1914-1915 », Journal of Contemporary History, vol. 14, no 3,‎ 1979, p. 369-383 (ISSN 0022-0094, lire en ligne).Présente le Bryce report comme de la propagande exagérée.